# Teddy Perkins
Teddy Perkins ist die sechste Folge der zweiten Staffel der US-amerikanischen Dramedy-Fernsehserie Atlanta und die 16. Episode der Serie insgesamt. Sie wurde zum ersten Mal am 5. April 2018 auf FX in den Vereinigten Staaten ausgestrahlt. In der Folge besucht Darius, eine der Hauptfiguren der Serie, ein Herrenhaus, um ein kostenloses Klavier abzuholen, wo er auf einen seltsamen Mann namens Teddy Perkins trifft. Gegen den telefonischen Rat von seinem Freund Alfred setzt Darius seinen Versuch fort, das Klavier mitzunehmen und entdeckt, dass Perkins die Villa in ein Museum verwandeln will.
In einer „großen Abkehr“ von der typischen komödiantischen Struktur von Atlanta schrieb der Serienschöpfer Donald Glover die Episode und spielte die titelgebende Teddy-Perkins-Figur eher dramatisch/unheimlich. Hiro Murai inszenierte die Episode, was gleichzeitig seine elfte Regiearbeit für Atlanta war. In der Erstausstrahlung sendete FX die 34-minütige Folge, die länger als eine typische Atlanta-Episode ist, ohne Werbeunterbrechungen. Die Folge wurde von Kritikern hochgelobt und von einigen als eine der kreativsten Episoden in der Geschichte der Serie bezeichnet. Bei der Erstausstrahlung wurden 776.000 Zuschauer verzeichnet.

## Handlung
Darius antwortet auf eine Kleinanzeige für ein wertvolles Klavier, das dem bekannten Musiker Benny Hope gehört. Durch die Anzeige gelangt er zu einer Villa, die einem blassen, eigenwilligen Mann mit einem maskenhaften Gesicht namens Theodore „Teddy“ Perkins gehört. Teddy, der bei ihren Gesprächen seltsames und beunruhigendes Verhalten zeigt, erwähnt auch, dass er über Benny wacht, den er für seinen Bruder ausgibt. Darius kann Benny jedoch nicht treffen, da er an einen Rollstuhl gebunden und extrem lichtempfindlich ist.
Nach der Erkundung eines Teils der Villa telefoniert Darius mit Alfred, der ihn drängt, direkt zu sein und so schnell wie möglich zu gehen. Darius geht davon aus, dass der Mann, mit dem er es zu tun hat, eigentlich Benny ist, der die Person des Teddy benutzt, um mit seiner schwindenden Karriere und seiner körperlichen Verfassung zurechtzukommen. Darius kehrt ins Haus zurück, wo Teddy ihm den Souvenirladen der Villa zeigt und ihn darüber informiert, dass er die Villa in ein Museum und einen historischen Ort verwandeln will. Teddy behauptet auch, dass er und Benny von ihrem Vater körperlich missbraucht wurden, um die beiden zu musikalischen Genies zu machen.
Darius erhält schließlich das Klavier und versucht, über den Aufzug zu gehen. Eine Fehlfunktion führt ihn jedoch versehentlich in den Keller der Villa, wo er Benny trifft. Benny, der wegen der Verbände, die sein Gesicht bedecken, nicht sprechen kann, warnt Darius durch eine Tafel, dass „Teddy uns beide töten wird“ und dass er eine Waffe vom Dachboden holen soll. Darius ignoriert dies und versucht sofort mit dem Klavier zu entkommen. Als er jedoch die Haustür erreicht, entdeckt er, dass Teddy die Laderampe von Darius’ Mietwagen mit seinem eigenen Auto blockiert hat. Darius ist gezwungen, zurück ins Haus zu gehen und Teddy zu bitten, das Fahrzeug zu bewegen.
Teddy, der auf den Plan für seine Ermordung gekommen ist, bedroht Darius mit der doppelten Schrotflinte vom Dachboden. Er zwingt Darius, sich an einen Stuhl zu fesseln und enthüllt seinen Plan, Darius zu töten und die Szene wie einen gewaltsamen Einbruch zu inszenieren. Als Teddy seine Schrotflinte niederlegt, versucht Darius, Teddy mit einer aufrichtigen Rede, die mit Teddys Vergangenheit sympathisiert, davon abzubringen. Teddy bleibt ungerührt.
Genau in diesem Moment verlässt der verletzte Benny den Aufzug, sehr zu Teddys Schock. Benny erschießt daraufhin Teddy mit der Schrotflinte, bevor er sich direkt vor Darius selbst in den Kopf schießt. Die Polizei kommt und holt die Leichen ab, zusammen mit dem Klavier, um Beweise für den Tatort zu sammeln. Ein traumatisierter Darius fährt mit leeren Händen davon.

## Produktion

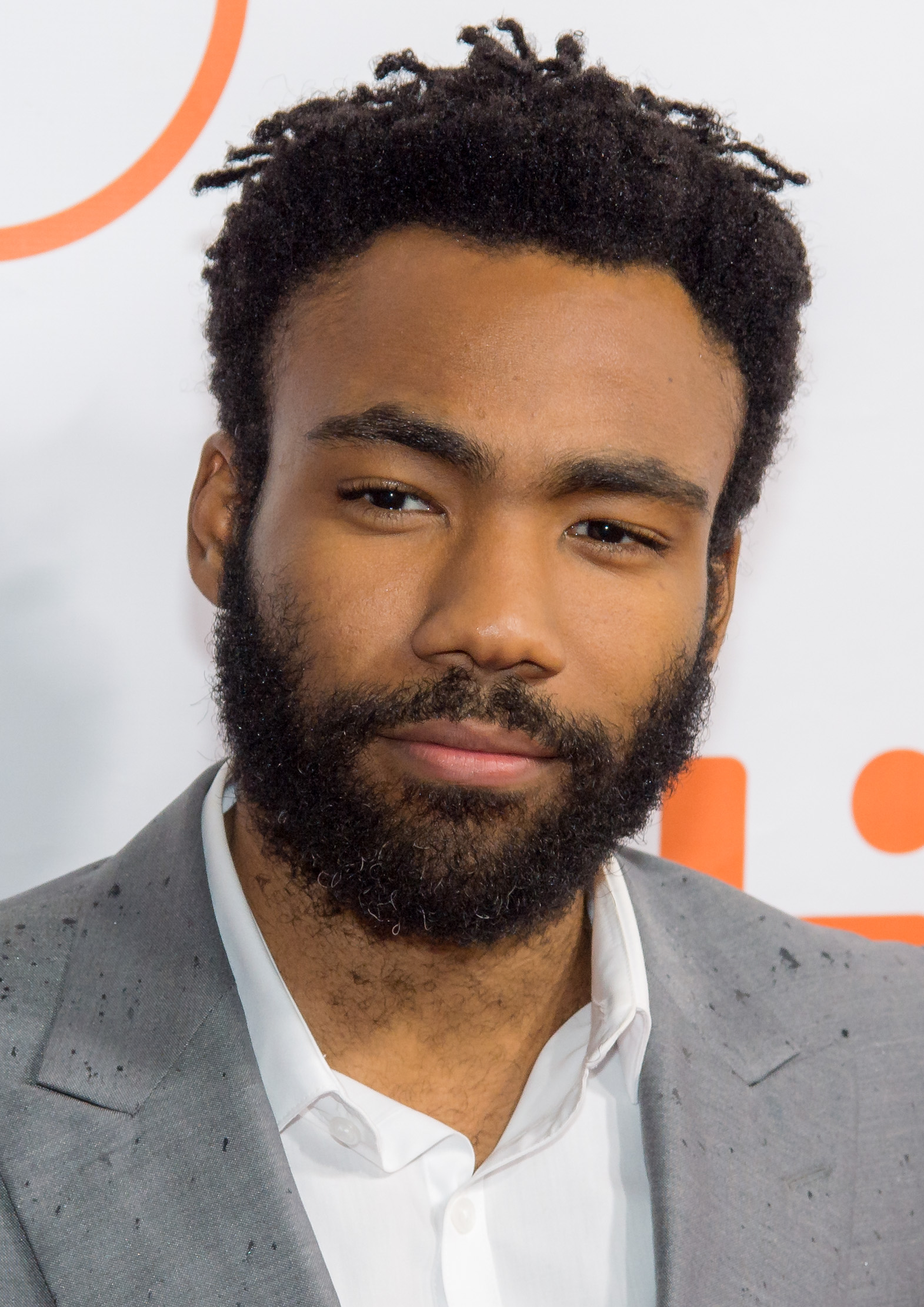
Donald Glover (2015)

Der titelgebende Teddy Perkins wurde vom Hauptdarsteller Donald Glover gespielt, der die Rolle in Whiteface spielte. Glover wird nicht im Abspann der Episode aufgeführt, sondern als „Teddy Perkins as himself“ („Teddy Perkins als er selbst“) aufgeführt. Teddys Bruder Benny Hope wurde von Derrick Haywood gespielt, der zuvor in der ersten Staffel von Atlanta eine kleine Rolle als Barkeeper gespielt hatte. Haywood nannte das Spielen der Figur „eine erstaunliche Erfahrung“. Haywood erhielt ein ähnliches Make-up und eine ähnliche prothetische Behandlung wie Glover für die Figur, da die beiden Brüder die gleichen Hautsymptome haben sollten.
In einer Episode, die eine „große Abweichung“ von der typischen komödiantischen Struktur von Atlanta war, blieb Glover während der gesamten Dreharbeiten im weißen Make-up. Die Crew nannte Glover „Teddy“ am Set und Haywood wusste nichts von Glovers wahrer Identität und sagte, dass es „keinen Donald am Set gab“. Einige Medien verglichen den titelgebenden Teddy Perkins mit Michael Jackson. Die Atlanta-Drehbuchautorin Stefani Robinson kommentierte, dass es zwar „unbestreitbar ist, dass es Hinweise auf Michael Jackson und die Idee gibt, dass sich jemand innerhalb der Unterhaltungsbranche verändert“, aber sie sah die Parallelen als „vielleicht eher einen symbolischen Hinweis auf die Industrie und was man für Größe tut, oder was man tun wird, um als großartig wahrgenommen zu werden“.
Regisseur Hiro Murai sagte, dass der Blick in Glovers Gesicht, als er die Rolle spielte, „wie der Blick in das Gesicht einer Puppe“ war und nannte es „unheimlich und beunruhigend“. Er erinnerte sich an ein „allgemeines Unbehagen am Set, weil die Besetzung und die Crew nicht wussten, wie sie sich um ihn herum verhalten sollten“. Murai und der Kameramann Christian Sprenger wurden von Stanley Kubricks Arbeit, insbesondere von Shining, bei der Entstehung der Episode beeinflusst.
Bei der Erstausstrahlung auf FX wurde die Folge ohne Werbung gesendet. Sie lief als „erweiterte“ Episode etwa 41 Minuten lang. Allison Keene von Collider bemerkte, dass die Entscheidung, die Episode werbefrei laufen zu lassen, die Botschaft der Episode „gefangen sein“ unterstützte, ein Thema, das auch in anderen Episoden der zweiten Staffel von Atlanta aufgegriffen wurde. Die Episodenbeschreibung vor der Ausstrahlung lautete: „Darius is trippin in this one. Y’all know I woulda been left.“ Die Folge wurde in einer Villa in einem Vorort von Atlanta gedreht. Evil von Stevie Wonder spielt während des Abspanns der Episode und Wonders Musik wird auch verwendet, um die Episode zu öffnen, sowie von Figuren in der Folge referenziert.

## Rezeption
Teddy Perkins wurde von Kritikern gelobt und gilt als eine der kreativsten Episoden in der Geschichte der Serie. Dee Lockett von Vulture schrieb, dass Teddy Perkins „wahrscheinlich eine der verrücktesten Episoden von Atlanta – und des Fernsehens im Allgemeinen – ist, die jemals ausgestrahlt wurde.“ Complexs Khris Davenport verglich den dunklen und zermürbenden Stil der Episode mit dem Thriller Get Out, ebenso wie Vulture und IndieWire. Brian Richards von Pajiba schrieb, dass sich sein „Magen in jeden erdenklichen Knoten verknotete“, während er sich die Episode ansah. Uproxxs Alan Sepinwall nannte die Episode einen „schrecklichen Drogentrip“, der „die Idee der zerstörten Helden zu einem gruseligen Ende bringt“, und nannte sie auch eine „unglaubliche Folge des Fernsehens“. Gold Derby lobte die Leistung von Lakeith Stanfield und würdigte insbesondere die „Freiheit“, mit der Stanfield seine Bandbreite zeigen konnte.
Insbesondere die Figur von Teddy Perkins und Glovers Darstellung von ihm wurde von Kritikern gelobt. Die Huffpost nannte ihn einen „gequälten, gebrochenen Mann“. Regisseur Steven Soderbergh nannte die Episode die „schönste halbe Stunde Fernsehen“, die er je gesehen hatte. The A.V. Club schrieb, dass Atlanta sich „nie gefährlicher gefühlt hat“ als in Teddy Perkins. Die New York Times lobte die Dekonstruktion klassischer Horrorfilmtropen. Hanh Nguyen von IndieWire schrieb, dass Teddy Perkins „die bisher schrecklichste Episode von Atlanta gewesen sein könnte“, und sagte, dass das „Gefühl der Gelassenheit und Sicherheit“ aus der humorvolleren Barbershop-Folge der vergangenen Woche „weggerissen“ wurde. Sie nannte auch die weich gekochte Straußeneiszene „vielleicht eine der verstörendsten Sequenzen der ganzen Serie.“
Für Timo Nöthling von Quotenmeter.de hat „die Mischung aus Get Out und Der Tatortreiniger“ „fast Legendenstatus erreicht.“ Serienjunkies.de nannte die Folge ein „Meisterwerk.“
Teddy Perkins wurde vom Time-Magazin auf Platz 1 ihrer Liste der „Top 10 Best TV Episodes of 2018“ gewählt. Auch die Washington Post, Entertainment Weekly,, Variety, Vulture, und der Rolling Stone wählten die Folge als eine der besten TV-Episoden des Jahres 2018 aus.
Die Episode wurde von 776.000 Zuschauern bei ihrer ersten US-Ausstrahlung gesehen. Zusammen mit dem Abruf über Festplattenrekorder kam die Folge auf 1,77 Millionen Zuschauer.

## Auszeichnungen
| Jahr | Auszeichnung             | Kategorie                                                                        | Nominierte                                                                      | Status    | Quelle |
| ---- | ------------------------ | -------------------------------------------------------------------------------- | ------------------------------------------------------------------------------- | --------- | ------ |
| 2018 | Primetime-Emmys 2018     | Regie für eine Comedyserie                                                       | Hiro Murai                                                                      | Nominiert | [ 34 ] |
| 2018 | Creative-Arts-Emmys 2018 | Kameraführung für eine Einzelkamera-Serie (30 Minuten)                           | Christian Sprenger                                                              | Gewonnen  | [ 34 ] |
| 2018 | Creative-Arts-Emmys 2018 | Einzelkamera-Schnitt für eine Comedyserie                                        | Kyle Reiter                                                                     | Nominiert | [ 34 ] |
| 2018 | Creative-Arts-Emmys 2018 | Szenenbild für eine Erzählung (30 Minuten oder kürzer)                           | Timothy O’Brien, Taylor Mosbey, Aimee Athnos                                    | Nominiert | [ 34 ] |
| 2018 | Creative-Arts-Emmys 2018 | Tonschnitt für eine Comedy- oder Dramaserie (30 Minuten) und Zeichentricksendung | Trevor Gates, Jason Dotts, David Barbee, Jordan McClain, Tara Blume, Matt Salib | Gewonnen  | [ 34 ] |